# Björkgetingbock
Björkgetingbock (Xylotrechus ibex) är en skalbaggsart som först beskrevs av Friedrich-August von Gebler 1825.  Björkgetingbock ingår i släktet Xylotrechus och familjen långhorningar.
Artens utbredningsområde är Kazakstan. Arten har ej påträffats i Sverige. Inga underarter finns listade.